# أديتيا سينغ رنا
أديتيا سينغ رنا (بالإنجليزية: Aditya Singh Rana)‏ هو لاعب جمباز فني هندي، ولد في 28 يونيو 1991.

## روابط خارجية
- أديتيا سينغ رنا على موقع الاتحاد الدولي للجمباز (biography) (الإنجليزية)
- أديتيا سينغ رنا على موقع اتحاد ألعاب الكومنولث (مؤرشف) (الإنجليزية)